# Duelos y quebrantos

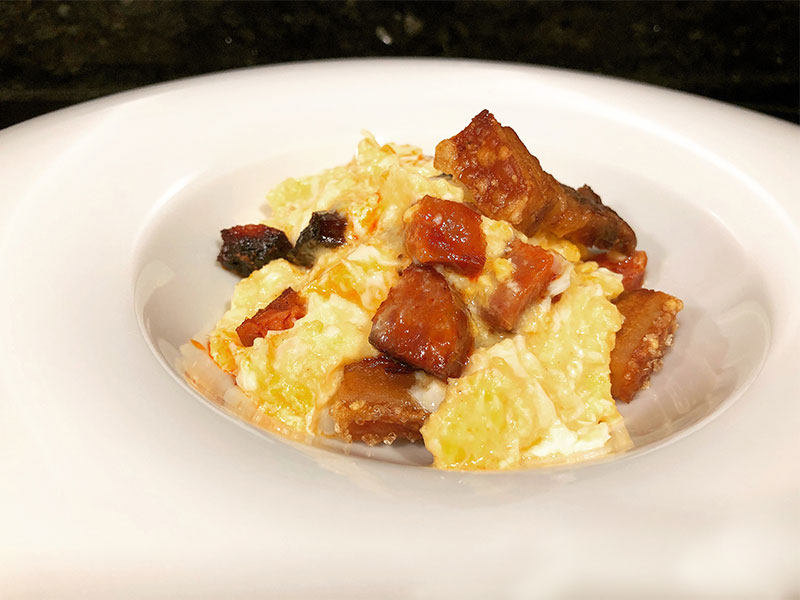
Duelos y quebrantos

Los duelos y quebrantos son un plato tradicional de la cocina manchega (España), cuyos ingredientes principales son huevo revuelto, chorizo y tocino de cerdo entreverado, todo ello preparado en la sartén. Se trata de un plato de alto contenido calórico, conocido internacionalmente por aparecer referencias de él en el libro de Don Quijote de la Mancha de Miguel de Cervantes. Hoy en día es muy popular en los restaurantes de la región de Castilla-La Mancha y el sur de la provincia de Madrid, donde suele servirse en cazuela de barro.

## Historia y denominación
Nada se sabe acerca del origen de este plato, y aunque existen diversas teorías acerca del contenido de la receta así como del origen del nombre, algunos autores dudan de que se refiera a la denominación de un alimento preparado ya que no existe referencia al mismo antes que Cervantes lo mencionara en su libro Don Quijote de la Mancha. La teoría menos apoyada acerca del origen menciona que algunos labradores, al sufrir la muerte repentina de un animal de labor, como las vacas, el burro, el caballo, aprovechaban su carne preparando un guiso con ella, y el nombre procede de los «Duelos y Quebrantos» que el labrador sufría durante su cocinado. Ya en el Diccionario de Autoridades de 1732 se hace mención al plato, dando apoyo a la idea del revuelto de huevo: «Llaman en la Mancha a tortilla de huevos y sesos».
Sobre la idea de «duelo y quebranto» algunos estudiosos sostienen que el nombre hace alusión al «quebranto» del ayuno impuesto sobre las carnes de cerdo tanto en las religiones judía (kosher) como islámica (halal) y su posterior «duelo» tras haber violado los preceptos del ayuno. En aquella época existía la expresión «cristiano viejo», sobre la que el lexicógrafo Covarrubias menciona que a comienzos del siglo XVII: «Todo cristiano viejo tiene siempre provisión de huevos y tocino».
Se sabe que fue un plato de agasajo y que participó la viuda de Felipe IV, Mariana de Austria el domingo 26 de septiembre de 1669 en casa de unos labriegos de La Roda que le dieron hospedaje. En la obra de Lope de Vega titulada Las bizarrías de Belisa menciona:

Almorzábamos unos torreznos

con sus duelos y quebrantos (...)
las bizarras de Bélisa

## Características
Su preparación es sencilla, empleándose los productos disponibles de una simple casa de labradores. La receta no está claramente definida, pero los ingredientes básicos de revuelto de huevo (las recetas mencionan dos huevos por persona), chorizo, jamón y tocino de cerdo son los más comunes, pudiendo añadirse también otros, como sesos de cordero (mencionado en muchas recetas clásicas), etcétera. El plato se sirve caliente y se suele acompañar bien con cualquier vino de la región. Algunos autores lo han dado en denominar simplemente «huevos con torreznos». En la cocina portuguesa existe un plato elaborado de forma similar y denominado Omolete de Mioleira.

## Referencia literaria
En el libro de Don Quijote de la Mancha aparece ya en los primeros párrafos de la obra, cuando hace una descripción de lo que come Alonso Quijano (Don Quijote) cada día de la semana: al llegar al sábado, menciona «duelos y quebrantos los sábados»; tal y como puede verse indicaba lo muy «cristiano» que comía, ya que la mayoría de estos ingredientes (procedentes de la carne de cerdo) eran no halal (haram) para los musulmanes ni kosher para los judíos.
En un manuscrito de la Biblioteca Nacional (M.S. 16291) titulado mojiganga del pésame y atribuido a Calderón de la Barca aparece mujer que quiere consolar a una amiga con una taza de chocolate:

Para una viuda cuitada
triste, mísera viuda,
huevos y torreznos bastan
que son duelos y quebrantos

La última aportación al tema es la del profesor Arturo Reguera, que considera que la respuesta correcta a esta cuestión se obtiene por comparación con los moros y cristianos, los frijoles negros (moros) con arroz blanco (cristianos), tan populares en Cuba. La expresión duelos y quebrantos, que según Américo Castro y Goitisolo, nace en ambiente de judeoconversos,  es también una doble metáfora en la que los duelos son los huevos y los quebrantos los torreznos, pero si la carne de cerdo quebranta la ley judaica, ¿qué pasa con los duelos?: pues que son comida de duelo para los judíos (ver Plato del Séder).

## Literatura
- Goytisolo, J. (agosto de 1998). «Sobre duelos y quebrantos». Centro Nacional de Información y Comunicación Educativa, Ministerio de Educación y Ciencia. Consultado el 30 de diciembre de 2008.
- Cortejón, C. (1907). “Duelos y Quebrantos”. Comentario a una nota de la primera edición crítica del “Don Quijote”. Barcelona.
- Moreno Gómez, Jesus (junio de 2005). «Los duelos y quebrantos en la solidaridad popular» (PDF). Isla de Arriarán XXV: 279-292. Consultado el 30 de diciembre de 2008.
- Fattio, Morel (1904). «“Duelos y Quebrantos”». Mèlange de Philologie, en Etudes sur l’Espagne (en francés) (París). tercera serie.
- Reguera, Arturo (2014). "Manjares quijotescos:  «duelos y quebrantos» y «pan mal conocido/cocido»". In «Polos vieiros das palabras -‐ Homenaxe a Modesto Hermida» (Ed. IrIndo, Vigo, 2014).
- Rodríguez Marín, Francisco. “El yantar de Alonso Quijano el Bueno”. «Conferencia leída en el Ateneo   de Madrid el 5 de abril de 1916».
- Rodríguez Marín, Francisco (1928). “Duelos y Quebrantos”. Madrid. «Apéndice VII del Tomo último del Quijote».